# Wendel Dietrich
Wendel Dietrich (Augusta, 1535 – 1622) è stato un intagliatore, ebanista e architetto tedesco.
La sua opera più importante è la decorazione del castello di Kirchheim in Schwaben (1583-1586) appartenente a Hans Fugger. Fu inoltre ebanista ed architetto della chiesa di San Michele a Monaco di Baviera.